# باسكال بوا
باسكال بوا (بالفرنسية: Pascal Bois) هو سياسي فرنسي، ولد في 3 ديسمبر 1959 في الدائرة الرابعة عشرة في باريس في فرنسا. انتخب نائب فرنسي عن دائرة Oise's 3rd constituency ‏ وقد انضم خلال فترته النيابية ‏ (21 يونيو 2017 – )  للكتلة البرلمانية تكتل الجمهورية على الدرب ‏.